# Tarachocelidae
Tarachocelidae (лат.) — ископаемое семейство мелких насекомых. Выделено в отдельный новый ископаемый отряд Tarachoptera, близкий к бабочкам и ручейникам (надотряд Amphiesmenoptera). Обнаружены в бирманском янтаре мелового периода (Юго-Восточная Азия, Мьянма, возраст около 99 млн лет).

## Описание
Крылатые насекомые мелкого размера, длина тела от 2 до 4 мм. Голова вытянутая и немного сплющенная в спинно-брюшком направлении. Оцеллии и голенные шпоры отсутствуют. Максиллярные щупики с 5 члениками и они много длиннее, чем лабиальные щупики, состоящие из 3 сегментов (у бабочек и ручейников такое состояние характеризует предковое состояние базальных групп).

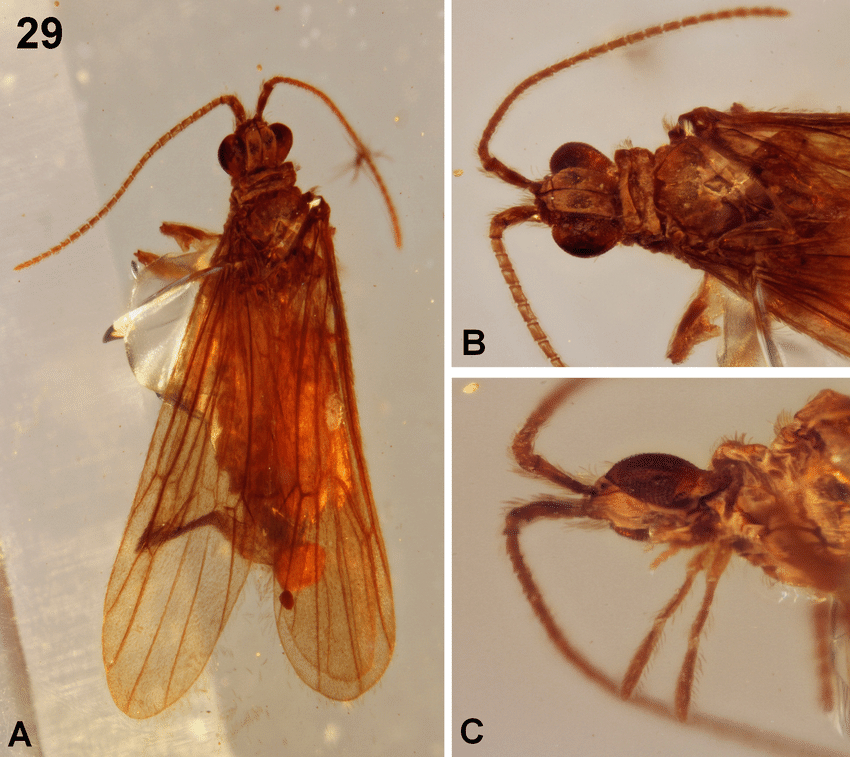
Kinitocelis divisinotata
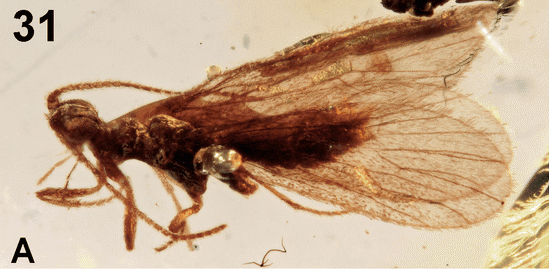
Kinitocelis brevicostata

## Систематика
Таксон был впервые описан в 2017 году немецкими и китайскими энтомологами из научных учреждений Берлина, Кёльна, Кесхофена, Нанкина и Пекина по нескольким видам из бирманского янтаря (Мьянма).
Строение и филогенетический анализ показали, что Tarachocelidae (Tarachoptera) принадлежит к надотряду Amphiesmenoptera и является сестринской группой к кладе, включающей отряды бабочек (Lepidoptera) и ручейников (Trichoptera).
Самые древние ископаемые, отнесенные к Trichoptera, датируются пермским периодом и обобщены в подотряде Protomeropina (Ivanov, Sukatcheva, 2002). Эта группа была исключена Виггинсом (2004: 73) из Trichoptera и перенесена в Amphiesmenoptera, представляя собой, таким образом, общего предка Trichoptera и Lepidoptera.
По оценкам, дивергенция Tarachocelidae (Tarachoptera) произошла в верхнем триасе и, следовательно, насчитывает более 100 млн лет от времени меловой находки. Tarachoptera стал пятым новым отрядом насекомых, установленным в XXI веке после Mantophasmatodea в 2002 году (позднее их понизили до уровня подотряда), отряда Nakridletia в 2010 году (позднее их включили в Diptera), Coxoplectoptera в 2011 году и Alienoptera в 2016 году.
- Tarachocelis Mey, Wichard, Müller et Wang, 2017
  - Tarachocelis emmarossae Mey & Wichard, 2023[2]
  - Tarachocelis microlepidopterella Mey, Wichard, Müller et Wang, 2017
- Kinitocelis Mey, Wichard, Müller et Wang, 2017
  - Kinitocelis brevicostata Mey, Wichard, Müller et Wang, 2017
  - Kinitocelis dashengi Wang et al. 2022
  - Kinitocelis divisonotata Mey, Wichard, Müller et Wang, 2017
  - Kinitocelis hennigi Mey, Wichard, Müller et Wang, 2017
  - Kinitocelis macroptera Mey et al., 2020[6]
  - Kinitocelis patrickmuelleri Mey & Wichard, 2023[2]
  - Kinitocelis sparsella Mey et al., 2018
- Retortocelis Mey et al., 2018[7]
  - Retortocelis longella Mey et al., 2018
  - Retortocelis minimella Mey et al., 2018
  - Retortocelis spicipalpia Mey et al., 2020[8]
  - Retortocelis tyloptera Mey et al., 2018